# Asamblea General de Colorado
La Asamblea General de Colorado (en inglés: Colorado General Assembly) es la legislatura estatal (órgano encargado del Poder legislativo) del estado de Colorado, en Estados Unidos. Es una legislatura bicameral que fue creada por la constitución estatal de 1876. Sus estatutos están codificados en los Estatutos Revisados de Colorado (CRS). Las leyes de sesiones se publican en las leyes de sesiones de Colorado . 
La legislatura de Colorado es similar a la de otros estados, excepto que, a diferencia de muchos estados, Colorado no otorga a su vicegobernador ninguna autoridad legislativa (por ejemplo, voto de desempate).

## Historia
La primera reunión de la Asamblea General de Colorado tuvo lugar del 1 de noviembre de 1876 al 20 de marzo de 1877.  Las sesiones sucesivas se reunieron cada dos años hasta 1950, cuando comenzó a reunirse anualmente. 
El gobernador de lugarteniente sirvió tan Presidente de Senado hasta que 1974 cuando Artículo V, Sección 10 de la constitución estatal estuvo enmendada, concediendo el Senado de Colorado el correcto de elegir uno de sus miembros propios cuando Presidente.

## Definición constitucional
La Constitución de Colorado establece un sistema de gobierno basado en la doctrina de la separación de poderes con el poder dividido entre las ramas ejecutiva, legislativa y judicial del gobierno. El artículo V confiere el poder legislativo del estado a la Asamblea General, al tiempo que reserva al pueblo el poder de proponer, aprobar y rechazar tanto las leyes como las enmiendas a la Constitución del estado mediante iniciativas o referendos .

## Composición
La Asamblea General es bicameral, por lo que está compuesta por la Cámara de Representantes de Colorado y el Senado de Colorado. La Cámara tiene 65 miembros y el Senado 35. Los miembros de la Cámara son elegidos por períodos de dos años y los miembros del Senado son elegidos por períodos de cuatro años.
Las elecciones legislativas generales se celebran el primer martes después del primer lunes de noviembre de cada año par.  Toda la Cámara es elegida en cada elección general. Los senadores se eligen en dos clases de modo que, en la medida de lo posible, la mitad de los senadores son elegidos en cada elección general.
Los miembros de la Cámara están limitados a cuatro mandatos consecutivos en el cargo, y los senadores estatales están limitados a dos mandatos consecutivos. Sin embargo, los exmiembros de ambas cámaras con mandato limitado pueden postularse nuevamente después de una pausa de cuatro años.

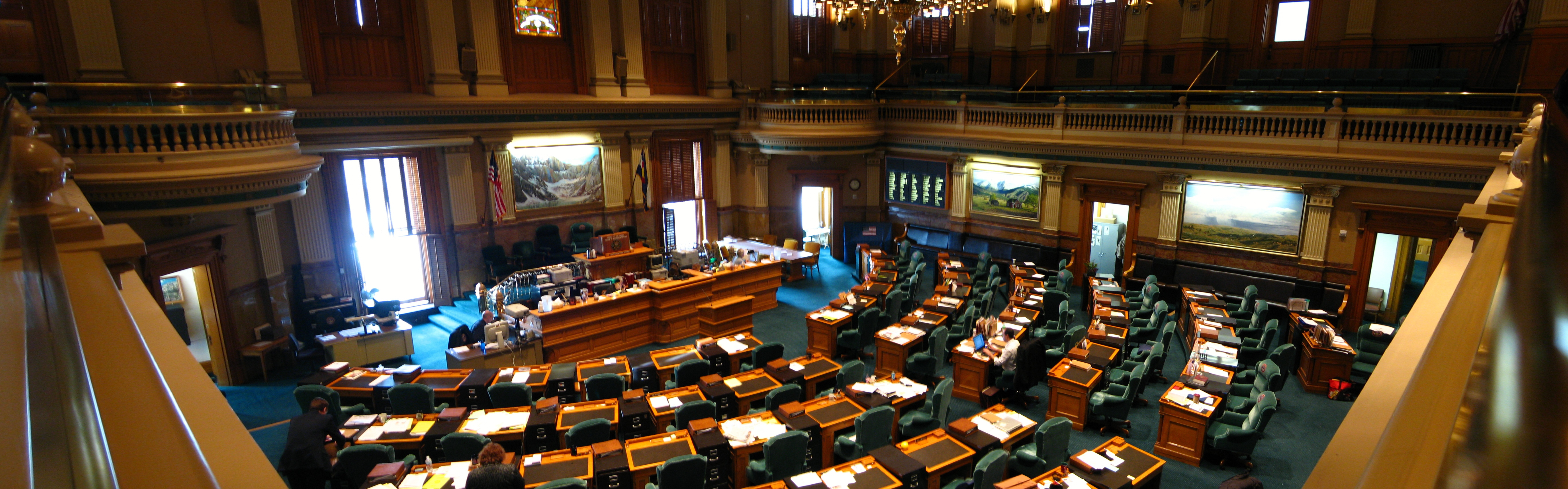
Cámara de Representantes

La gran mayoría de los miembros de la Asamblea General que finalmente son elegidos (más del 90% de los miembros finalmente elegidos en todas las sesiones recientes) son nominados a través de un proceso de caucus de un partido político importante que coloca a los candidatos en una boleta primaria para el puesto buscado en su partido político, que generalmente requiere un 30% de apoyo de los delegados al organismo de nominación pertinente del partido político. También es posible que las personas que se hayan registrado para votar y que estén afiliadas al partido político en cuestión durante al menos un año obtengan acceso a una votación primaria partidista mediante petición. Los candidatos de partidos minoritarios pueden acceder a la boleta de las elecciones generales a través de un proceso de caucus de partidos minoritarios. Los candidatos no afiliados pueden acceder a la boleta de las elecciones generales mediante petición.
Las vacantes en los cargos legislativos generalmente se cubren con comités de vacantes de los partidos políticos, en lugar de elecciones parciales. Las personas designadas por vacantes que llenan la primera mitad del período de los senadores estatales deben presentarse a las elecciones en las elecciones de noviembre del próximo año par por el resto del período del senado estatal para el puesto para el que fue designado el senador estatal.
El auditor del estado es designado por la Asamblea General, al igual que muchos miembros de juntas y comisiones independientes.
Actualmente, la Asamblea General de Colorado está controlada por el Partido Demócrata. Los demócratas también ocupan la oficina del gobernador.
La Asamblea General de Colorado fue la primera legislatura estatal en aceptar a mujeres como miembros electos, con Clara Cressingham, Carrie C. Holly y Frances S. Klock quienes fueron elegidas para la Cámara de Representantes del Estado en 1894 y Helen Robinson para el Senado del Estado en 1912 (siendo la segunda cámara alta estatal del país en dar la bienvenida a mujeres como miembros).

## Procedimiento y poderes
Con las notables excepciones que se enumeran a continuación, la Asamblea General de Colorado opera de una manera bastante similar al Congreso de los Estados Unidos. 
Las sesiones regulares se llevan a cabo anualmente y comienzan a más tardar el segundo miércoles de enero, y no duran más de 120 días. Las sesiones especiales pueden ser convocadas en cualquier momento por el gobernador o por solicitud por escrito de dos tercios de los miembros de cada cámara, pero son poco frecuentes. Algunos comités de la Asamblea General trabajan entre sesiones y tienen poder limitado para tomar medidas sin la aprobación de la Asamblea General entre sesiones legislativas.
Las reglas de procedimiento conjuntas de las dos cámaras requieren que la mayoría de las leyes se presenten muy temprano en la sesión legislativa de cada año y que cumplan con plazos estrictos para completar cada paso del proceso legislativo. Las reglas de procedimiento conjunto también limitan a cada legislador a presentar cinco proyectos de ley por año, sujeto a ciertas excepciones para resoluciones no vinculantes, leyes uniformes, proyectos de ley de comisiones provisionales y proyectos de ley de asignaciones. La mayoría de los miembros de la Asamblea General deciden qué proyectos de ley presentarán durante la sesión legislativa (o la mayoría de ellos) antes de su inicio, lo que limita la capacidad de los miembros para presentar nuevos proyectos de ley a solicitud de los constituyentes una vez que ha comenzado la sesión legislativa.

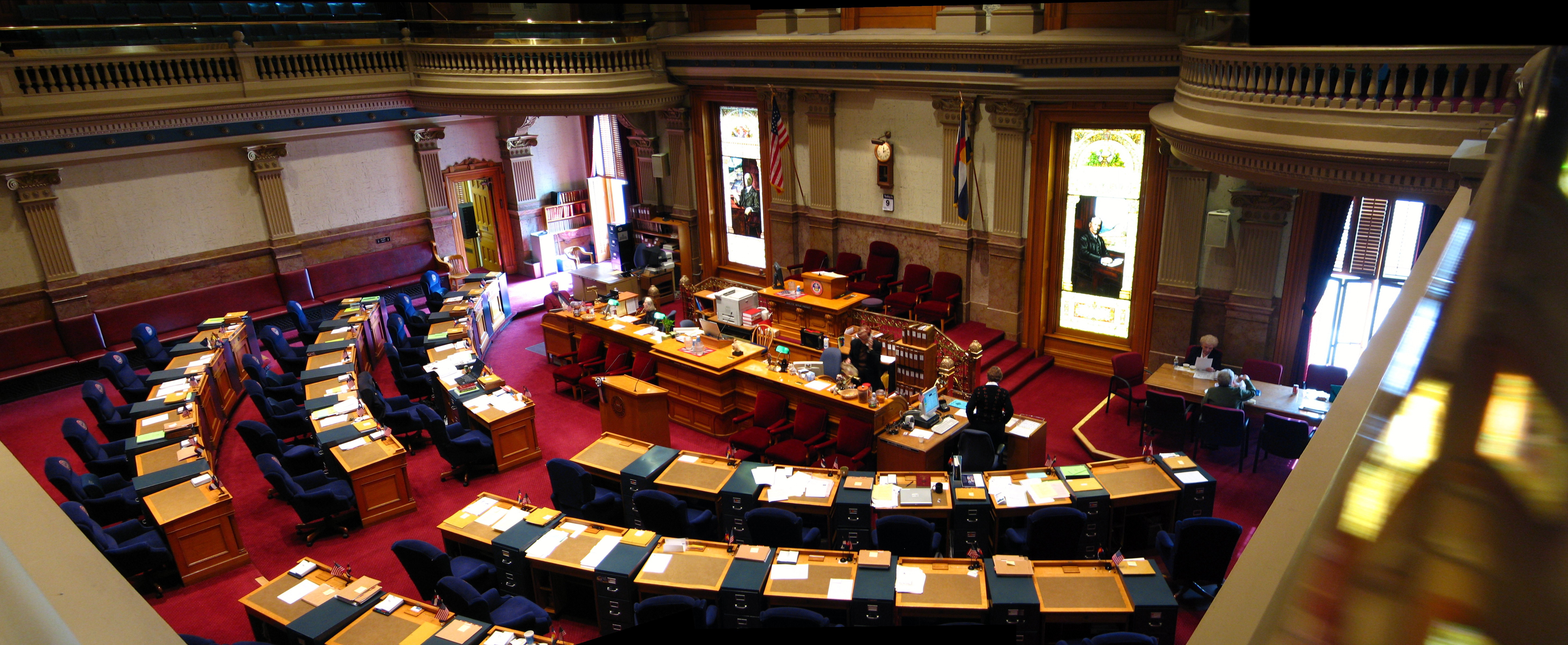
Cámara del Senado

La mayoría de los proyectos de ley adoptados por la Asamblea General incluyen una "cláusula de seguridad" (es decir, una declaración legislativa de que el proyecto de ley se refiere a un asunto urgente) y entran en vigor el 1 de julio después de la sesión legislativa, a menos que se disponga lo contrario. Algunos proyectos de ley se promulgan sin una "cláusula de seguridad" que permite presentar una petición para someterlos a referéndum antes de que entren en vigor, y tienen una fecha de vigencia en agosto después de la sesión legislativa, a menos que se disponga lo contrario. 
La legislatura de Colorado no tiene un análogo al obstruccionismo en el Senado de los Estados Unidos que requiere una supermayoría para la aprobación de cualquier asunto. El vicegobernador no tiene el poder de presidir o romper los votos empatados en ninguna de las cámaras de la Asamblea General.  Todas las nuevas reglas del poder ejecutivo son revisadas anualmente por la legislatura y la legislatura invalida rutinariamente algunas de ellas cada año.
La Asamblea General no tiene un rol en el nombramiento o retención de jueces estatales, aunque debe autorizar la creación de cada magistrado.
Muchas agencias y programas estatales están sujetos a una "revisión por extinción" y se eliminan automáticamente si la Asamblea General no los vuelve a autorizar.

## El proceso presupuestario estatal
El gobernador presenta un presupuesto propuesto al Comité de Presupuesto Conjunto cada año antes de la sesión legislativa del año. El año fiscal de Colorado es del 1 de julio al 30 de junio.
Todos los proyectos de ley presentados en la Asamblea General son evaluados por el organismo de servicios legislativos estatal independiente para determinar su impacto fiscal y deben incluirse en la legislación de asignaciones si hay un impacto fiscal.
El Comité de Presupuesto Conjunto de la Asamblea General prepara cada año un presupuesto estatal, denominado "Proyecto de ley largo". A diferencia de muchas iniciativas legislativas, el Long Bill no es un acrónimo ni lleva el nombre de una persona con influencia significativa. El proyecto de ley largo es simplemente un proyecto de ley extenso que contiene muchas asignaciones. La Cámara y el Senado alternan el trabajo de presentar el proyecto de ley largo y hacer una primera revisión del mismo por parte del comité. La legislatura estatal de Colorado debe obtener la aprobación de los votantes para incurrir en una deuda significativa, aumentar los impuestos o aumentar las limitaciones constitucionales de gasto del estado. También se requiere que cumpla con un mandato de gasto constitucional estatal para la educación K-12. El gobernador tiene poder de veto de partidas individuales sobre las apropiaciones.

## Personal legislativo
La Asamblea General de Colorado cuenta con aproximadamente 230 empleados durante todo el año y 115 empleados solo para sesiones. La dotación de personal y los gastos han disminuido desde 2003. De manera similar al personal del Congreso, el personal legislativo en Colorado se divide en cinco categorías generales: personal de miembros, personal administrativo, personal de comités, personal de comunicaciones y liderazgo, y personal de servicios legales . Con la excepción de aquellos que trabajan en comunicaciones y liderazgo, los empleados de la Asamblea General son miembros del personal no partidistas.

## Composición actual
Hay 65 miembros de la Cámara y 35 miembros del Senado que componen los 100 escaños en la Asamblea General de Colorado. Según el censo de 2010, cada miembro de la Cámara representa alrededor de 77,372 electores y cada senador 143,691.
Las elecciones de Colorado de 2018 dieron como resultado que los demócratas expandieran su dominio en la Cámara (41 demócratas; 24 republicanos) y obtuvieran la mayoría del Senado.